# 機動施設隊
機動施設隊（きどうしせつたい、英称：Mobile Construction Group）とは、海上自衛隊の航空集団に属する部隊であり、海上自衛隊の航空部隊の運用等に必要な施設の維持、修理、被害の復旧作業、その他の整備に関する業務を機動的に行うことを任務とする部隊である。また、災害派遣や除雪支援等の民生協力も担っている。部隊は青森県八戸市にある八戸航空基地に所在しており、機動施設隊司令は1等海佐である。

## 沿革
- 1977年（昭和52年）12月27日：航空集団直轄部隊として八戸航空基地に「航空施設隊」が本部3個班及び第1、第2施設隊により新編。
- 1984年（昭和59年）7月2日：部隊改編（副長が置かれ第3施設隊が新編）
- 2001年（平成13年）6月27日：航空施設隊が廃止。「機動施設隊」が新編され、第4施設隊が加えられた。
- 2002年（平成14年）4月1日：訓令の改正[1]により、司令が1等海佐とされた。

## 部隊編成
- 司令
- 副長
  - 隊本部
  - 第1施設隊
  - 第2施設隊
  - 第3施設隊
  - 第4施設隊

## 主要幹部
| 官職名         | 階級    | 氏名     | 補職発令日     | 前職                             |
| -------------- | ------- | -------- | -------------- | -------------------------------- |
| 機動施設隊司令 | 1等海佐 | 瀧本憲司 | 2023年08月21日 | 海上幕僚監部防衛部施設課建設班長 |

| 代               | 氏名             | 在職期間               | 出身校・期            | 前職                                  | 後職                                                | 備考                            |
| 航空隊施設隊司令 | 航空隊施設隊司令 | 航空隊施設隊司令       | 航空隊施設隊司令      | 航空隊施設隊司令                      | 航空隊施設隊司令                                    | 航空隊施設隊司令                |
| ---------------- | ---------------- | ---------------------- | --------------------- | ------------------------------------- | --------------------------------------------------- | ------------------------------- |
| 01               | 内山芳樹         | 1977.12.27 - 1980.3.16 | 東北大・ 4期幹候      | 八戸航空基地隊付                      | 海上自衛隊第3術科学校教育第3部長                    | 就任時2等海佐 1979.7.1、1等海佐 |
| 02               | 内田昭八         | 1980.3.17 - 1982.3.15  | 中央大・ 8期幹候      | 航空集団司令部幕僚                    | 海上幕僚監部技術部管理課 施設整備班長               | 2等海佐                         |
| 03               | 遠山 敬          | 1982.3.16 - 1985.4.15  | 日本大・ 8期幹候      | 海上幕僚監部技術部監理課              | 海上自衛隊幹部学校 兼 海上幕僚監部防衛部教育第1課   | 2等海佐                         |
| 04               | 鏑木靖夫         | 1985.4.16 - 1986.5.15  | 防大7期               | 海上幕僚監部防衛部                    | 海上幕僚監部技術部管理課施設班長                    |                                 |
| 05               | 杵渕龍雄         | 1986.5.16 - 1988.8.24  | 室蘭工大・ 9期幹候    | 海上幕僚監部技術部管理課 施設整備班長 | 海上自衛隊東京業務隊付                              | 2等海佐                         |
| 06               | 久保田將         | 1988.8.25 - 1995.2.9   | 法政大・ 16期幹候     | 海上幕僚監部防衛部施設課建設班長      | 八戸航空基地隊付                                    | 2等海佐                         |
| 07               | 加藤光三         | 1995.2.10- 1997.1.6    |                       | 横須賀地方総監部管理部施設課長        | 海上自衛隊幹部学校研究部員                          | 2等海佐                         |
| 08               | 中村重一         | 1997.1.7 - 1998.6.30   |                       | 海上幕僚監部防衛部施設課営繕班長      | 海上幕僚監部防衛部施設課 基地対策班長               | 就任時2等海佐 1998.1.1、1等海佐 |
| 09               | 河村 諭          | 1998.7.1 - 2000.8.27   |                       | 海上幕僚監部防衛部施設課施設班長      | 徳島航空基地隊司令                                  |                                 |
| 10               | 澤地泰裕         | 2000.8.28 - 2001.6.26  | 武蔵工大・ 26期幹候   | 大湊地方総監部管理部総務課長          | 機動施設隊司令                                      |                                 |
| 機動隊施設隊司令 |                  |                        |                       |                                       |                                                     |                                 |
| 01               | 澤地泰裕         | 2001.6.27 - 2004.8.1   | 武蔵工大・ 26期幹候   | 航空施設隊司令                        | 館山航空基地隊司令                                  |                                 |
| 02               | 清水亮三         | 2004.8.2 - 2006.8.3    | 早稲田大・ 28期幹候   | 海上幕僚監部防衛部施設課 施設基準班長 | 海上幕僚監部防衛部 施設課企画調整官 兼 施設班長     |                                 |
| 03               | 高杉淨治         | 2006.8.4 - 2007.12.2   | 防大21期              | 海上自衛隊第3術科学校教育第3部長      | 館山航空基地隊司令                                  |                                 |
| 04               | 中村照記         | 2007.12.3 - 2010.3.28  | 山梨大・ 30期幹候     | 海上自衛隊第3術科学校教育第3部長      | 硫黄島航空基地隊司令                                |                                 |
| 05               | 荻原洋聡         | 2010.3.29 - 2011.7.31  | 防大29期              | 海上幕僚監部防衛部防衛課勤務          | 館山航空基地隊司令                                  | 2等海佐                         |
| 06               | 土田孝行         | 2011.8.1 - 2013.8.19   | 防大26期              | 海上幕僚監部防衛部施設課 基地対策班長 | 硫黄島基地隊司令                                    |                                 |
| 07               | 榧森 豊          | 2013.8.20 - 2015.8.2   | 岩手大大院・ 40期幹候 | 海上自衛隊第3術科学校教育第3部長      | 下総航空基地隊司令                                  |                                 |
| 08               | 檜垣 太          | 2015.8.3 - 2017.7.31   | 防大33期              | 館山航空基地隊司令                    | 海上自衛隊幹部学校 防衛戦略教育研究部主任教官       |                                 |
| 09               | 浮田和弘         | 2017.8.1 - 2018.6.27   | 日本大学・ 40期幹候   | 海上幕僚監部防衛部施設課 施設基準班長 | 呉地方総監部監察官付 →2018.8.1 同総監部監察官       | 2等海佐                         |
| 10               | 松本人志         | 2018.6.28 - 2020.8.2   |                       | 海上幕僚監部防衛部施設課 基地対策班長 | 海上幕僚監部防衛部 施設課施設企画調整官 兼 施設班長 |                                 |
| 11               | 田中克也         | 2020.8.3 - 2022.3.21   | 防大37期              | 海上自衛隊第3術科学校教育第3部長      | 南関東防衛局防衛補佐官                              |                                 |
| 12               | 松岡和人         | 2022.3.22 - 2023.8.20  | 防大39期              | 海上自衛隊第3術科学校教育第3部長      | 海上幕僚監部防衛部施設課 基地対策班長               |                                 |
| 13               | 瀧本憲司         | 2023.8.21 -            |                       | 海上幕僚監部防衛部施設課建設班長      |                                                     |                                 |